# Fjärilar
Fjärilar (Lepidoptera) är en ordning bland insekterna. Till ordningen räknas alla insekter med två par vingar, mer eller mindre täckta av små så kallade vingfjäll. Nästan alla arter har också sugande mundelar, ofta i form av en hoprullad snabel. Vissa primitiva fjärilar har käkar. Utöver de med vingar, finns några arter där åtminstone honan saknar vingar. Världens största fjäril till vingbredden är nattflyet Thysania agrippina. Världens största fjäril till vingytan är herkulesspinnaren (Coscinocera hercules).
Det vetenskapliga namnet är bildat av de gammalgrekiska orden lepis (fjäll) och pteron (vinge).

## Utseende
Fjärilar har en smal kropp, breda vingar, långa antenner och stora ögon. Små arter har en vingspann av 4 mm och hos de största arterna är vingspannen 300 mm.

## Ekologi
På grund av det mycket stora antalet arter är också antalet olika strategier för överlevnad stort. Gemensamt för alla fjärilar är att de föds från ägg. Äggen befruktas i samband med att de läggs och tar allt från några dygn upp till flera månader på sig att kläckas.
Ungefär 85 procent av arterna är nattaktiva.
Ur ägget kommer en liten larv. Fjärilens larvstadium är den tid då fjärilen växer i storlek. De flesta larver äter gröna blad av någon växt, som då kallas fjärilens värdväxt. Andra lever inuti stammen på växter och några arters larver är till och med predatorer. Eftersom larvens skinn inte kan växa mer än till en viss gräns, måste larven ibland ömsa skinn. För de flesta fjärilsarter sker detta cirka fyra gånger. Mellan skinnbytena talar man om olika larvstadier.
Flera larver har en påfallande färgsättning. Möjliga fiender ska så avskräckas.
När larven har ätit färdigt och inte behöver växa längre, sker ytterligare en skinnömsning. Denna gång är det inte en ny larv som kommer fram ur det gamla skinnet. I stället blir insekten en tämligen orörlig puppa. Förvandlingen kallas förpuppning och föregås hos många arter av att larven spinner in sig i en kokong. Under puppstadiet är insekten i regel inaktiv. Den kan varken klättra, krypa eller äta. I själva verket kan puppan ses som en övergångsfas från larv till fullbildad fjäril. Även om puppan knappt kan röra sig och absolut inte flyga, kan man tydligt se blivande vingar, ben och antenner med mera.
Slutligen kläcks den fullbildade fjärilen (en så kallad imago) ur puppan. Detta är i sig inget annat än ännu ett skinnbyte men kontrasten mellan puppa och fjäril är om möjligt ännu större än den mellan larv och puppa. Fjärilens viktigaste funktion är att föröka sig. Många arter saknar helt förmågan att äta. De är bara intresserade av att hitta en eller flera partners att para sig med och om de är honor, måste de också lägga så många ägg som möjligt innan de dör.
Hos de flesta arter har de vuxna exemplaren en lång snabel för att äta pollen och nektar. De är därför viktiga för flera växters pollinering. Ett fåtal full utvecklade fjärilar saknar munverktyg och de äter ingenting.

## Utbredning
Fjärilar saknas endast i polartrakterna och vid stora havsytor.

## Systematik
Fjärilarna är systergrupp till nattsländorna. De bildar tillsammans överfamiljen Amphiesmenoptera. De mest primitiva fjärilarna, käkmalarna, har många gemensamma drag med nattsländorna. Till exempel har de båda käkar. 
Fjärilarna är indelade i ett stort antal olika familjer av vilka många också är representerade i Sverige. Fjärilarna är den näst största ordningen bland insekterna. Totalt finns det ungefär 165 000 arter inom ordningen, varav över 5 000 är förekommande i Europa och 2 900 i Sverige. Ordningens namn Lepidoptera kommer från grekiskan och betyder "fjälliga vingar". Denna ordning delas upp i omkring 130 familjer. Taxonomer lägger vid klassifikationen stor vikt vid hur vingribborna är arrangerade under vingfjällen på en fjäril. Detta kan ofta vara svårt att se, utan att först avlägsna alla vingfjäll och därmed förstöra vingarnas färgmönster.
Nedan visas ordningens indelning med ett urval av familjer listade inom parentes. 
- Underordning Zeugloptera (Käkmalar)
- Underordning Aglossata (Agathiphagidae)
- Underordning Heterobathmiina (Heterobathmiidae)
- Underordning Glossata
  - Infraordning Dacnonypha (Purpurmalar)
  - Infraordning Lophocoronina (Lophocoronidae)
  - Infraordning Neopseustina (Neopseustidae)
  - Infraordning Exoporia (Rotfjärilar)
  - Infraordning Heteroneura
    - Division Monotrysia
      - Sektion Nepticulina (Dvärgmalar, Ögonlocksmalar)
      - Sektion Incurvariina (Antennmalar, Hålmalar, Bladskärarmalar, Knoppmalar, Luggmalar)

    - Division Ditrysia
      - Sektion Tineina
        - Undersektion Tineina (Säckspinnare, Äkta malar, Styltmalar, Spinnmalar, Praktmalar, Plattmalar, Säckmalar, Stävmalar, Mott)
        - Undersektion Sesiina (Glasvingar, Bastardsvärmare)

      - Sektion Cossina
        - Undersektion Cossina (Träfjärilar, Snigelspinnare, Vecklare)
        - Undersektion Bombycina (Dagfjärilar, Mätare, Sikelvingar, Ädelspinnare, Svärmare, Nattflyn)

Den grupp man oftast tänker på i samband med fjärilar kallas dagfjärilar. De utgör ett litet delträd, 20 000 arter, mitt i fjärilarnas stora släktskapsträd. De andra fjärilarna kallas nattfjärilar, men detta är ingen naturlig grupp som släktträdet ovan visar. En annan osystematisk gruppering av fjärilar som ibland brukas av praktiska skäl är en uppdelning i storfjärilar och småfjärilar, en indelning som är relaterad till storleken (vanligen dras gränsen vid cirka 1 centimeter). Dagfjärilar, mätare, nattflyn, spinnare och svärmare brukar man räkna som storfjärilar, och malar och mott som småfjärilar.

## Migrerande fjärilar
Många arter har ett flyttbeteende liknande det man finner hos många fågelarter. Det märkliga med fjärilarna är att det inte är samma individ som migrerar fram och tillbaka; i vissa fall kan det gå flera generationer mellan en flytt i ena riktningen och en återflytt i andra riktningen. Ett exempel är monarkfjärilen som under sommarhalvåret är vanlig i stora delar av Nordamerika men tillbringar vintern i Mexikos bergstrakter där de sitter tillsammans i stora kluster på träd. Monarkfjärilens normala livscykel sträcker sig över ungefär sex veckor, men vinterexemplaren kan leva i vuxen form i upp till sex månader.

## Fjärilar och människan

### Odlade fjärilar
En av våra mest betydelsefulla kulturinsekter är silkesfjärilen (Bombyx mori), som odlats i flera tusen år. För att överhuvudtaget kunna odla fjärilar måste larvernas värdväxter identifieras och odlas, eftersom fjärilar i regel är väldigt kräsna med vilka växter de lägger sina ägg på. Fjärilar kan odlas i forskningssyfte och för att hållas i parker där besökare kan beskåda dem.
I vissa delar av världen odlas fjärilar enkom för att släppas ut i stora mängder i samband med bröllop och andra begivenheter. Då artificiellt uppfödda fjärilar släpps ut kan det orsaka olika problem. Det är troligt att de släpps ut långt från sina naturliga habitat, vilket gör att de går en säker död tillmötes då de inte hittar lämpliga växter att lägga ägg och suga nektar från. Uppfödda fjärilar kan, om de släpps ut inom ett område där de naturligt förekommer, överföra parasiter och sjukdomar till de naturligt förekommande populationerna och fjärilarnas genetiska material kan blandas med en annan populations, vilket kan ge negativa konsekvenser. Det är också möjligt att vandrande fjärilar kanske inte vet åt vilket håll de måste migrera för att överleva årstidsskiftningar. På grund av dessa risker har North American Butterfly Association föreslagit ett förbud i USA mot att släppa ut artificiellt uppfödda fjärilar.

### Fjärilar som hobby
Även om många nöjer sig med att bara titta på fjärilarna i naturen om sommaren och kanske försöker locka fjärilar till sin trädgård med olika knep, finns det de, som ägnar just fjärilar extra stort intresse. Genom att plantera rätt sorts växter och undvika kemiska bekämpningsmedel går det att skapa en fjärilsträdgård som ger föda åt både larver och fullvuxna fjärilar, vilket ger en möjlighet att studera fjärilens livscykel i detalj.
Fjärilssamlare samlar på fjärilar genom att låta dem torka med vingarna i utsträckt läge. Fjärilarna placeras därefter med nålar i särskilda lådor. De sätter ofta stor vikt vid bevarandet av vingarnas färg och mönster. De flesta fjärilssamlare är mycket duktiga amatörbiologer med god kännedom om de olika arternas behov och utbredningsområden. 
En annan populär typ av hobby är fjärilsodling, som i princip går ut på att föda upp fjärilar från ägg till fullvuxna fjärilar och i bästa fall få dessa att para sig och lägga ägg på nytt.

### Fjärilar i folktro
Enligt svensk folktro spådde årets första fjäril hur året skulle bli. En svart fjäril förutsade sorg, medan en ljus fjäril var ett tecken på att tur och framgång väntade. Om årets första fjäril var gul innebar det att man skulle få äta mycket smör under året.

### Bevarandestatus
Omkring året 2018 listades 37 arter av IUCN som utdöda. Andra arter hotas av landskapsförändringar och när de fångas för privata samlingar.

## Bildgalleri

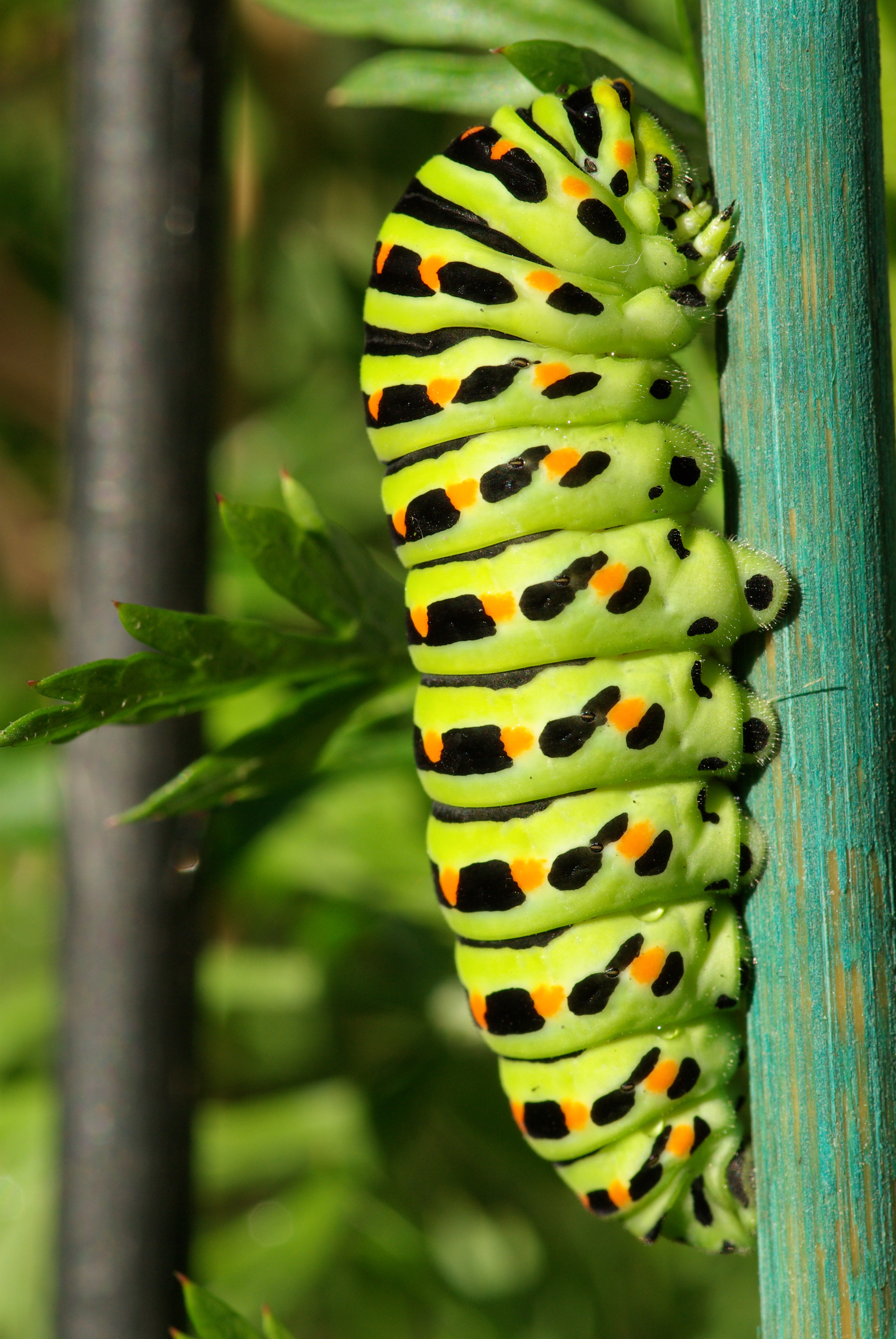
En fjärilslarv av arten makaonfjäril (Papilio machaon).
De fyra huvudstadierna i en fjärils livscykel.
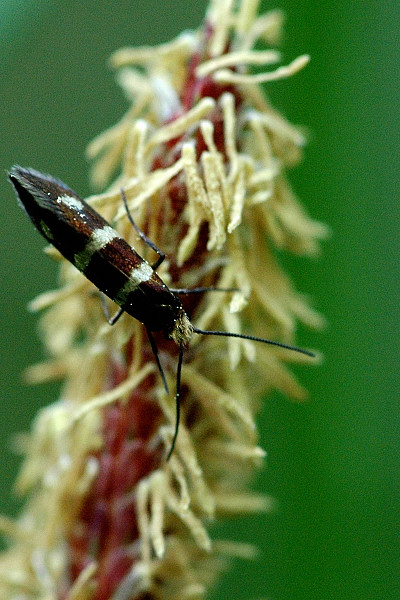
Käkmalarna räknas till de mest ursprungliga fjärilarna, här en barrskogskäkmal.
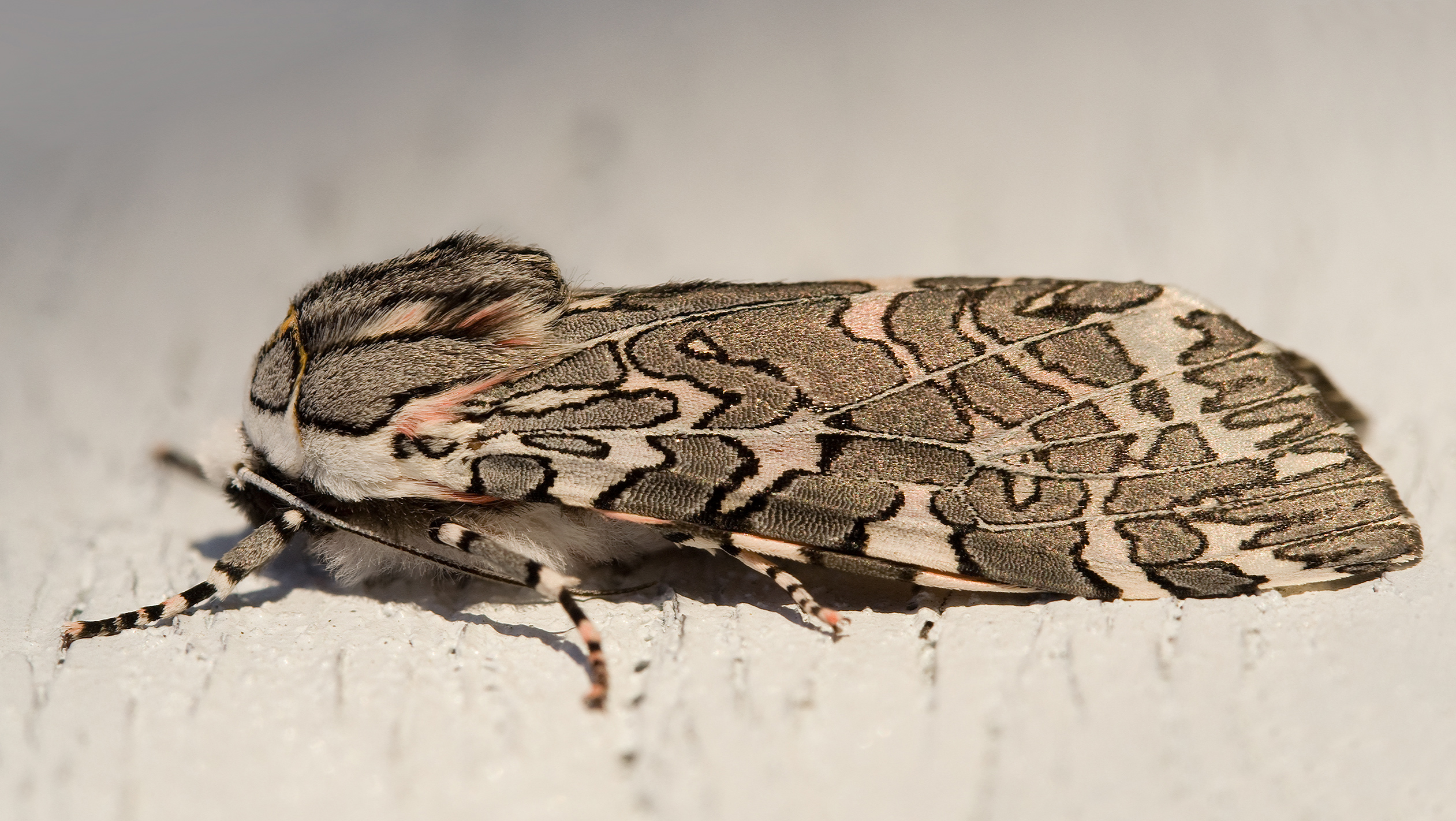
En björnspinnare av arten Arachnis picta.
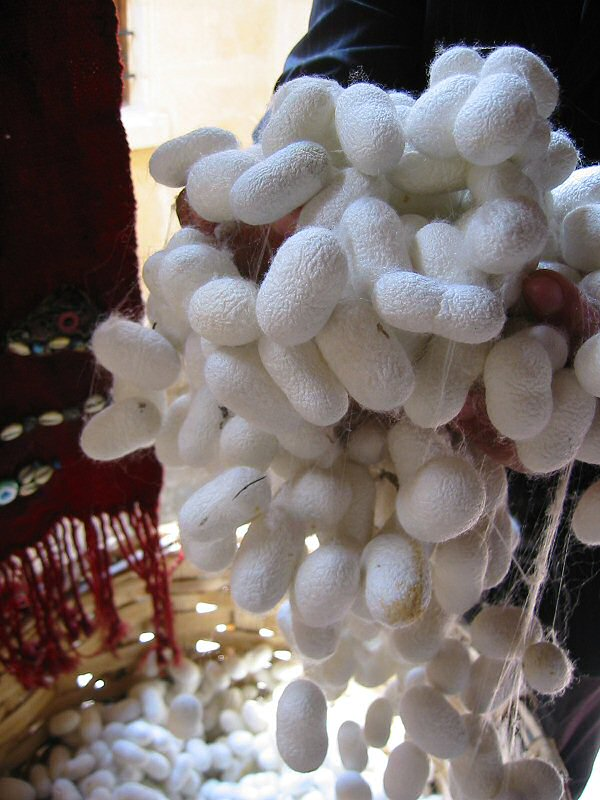
Kokonger av silkesfjärilen.
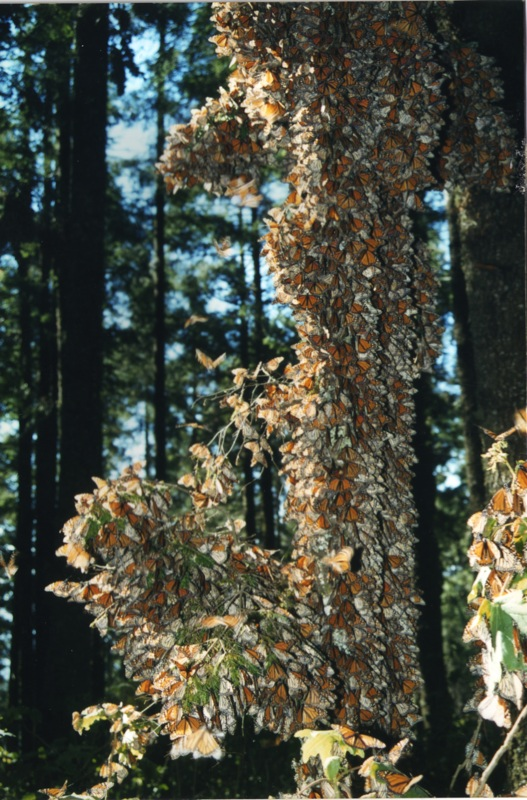
Kluster av övervintrande monarkfjärilar (Danaus plexippus) i Mexiko.
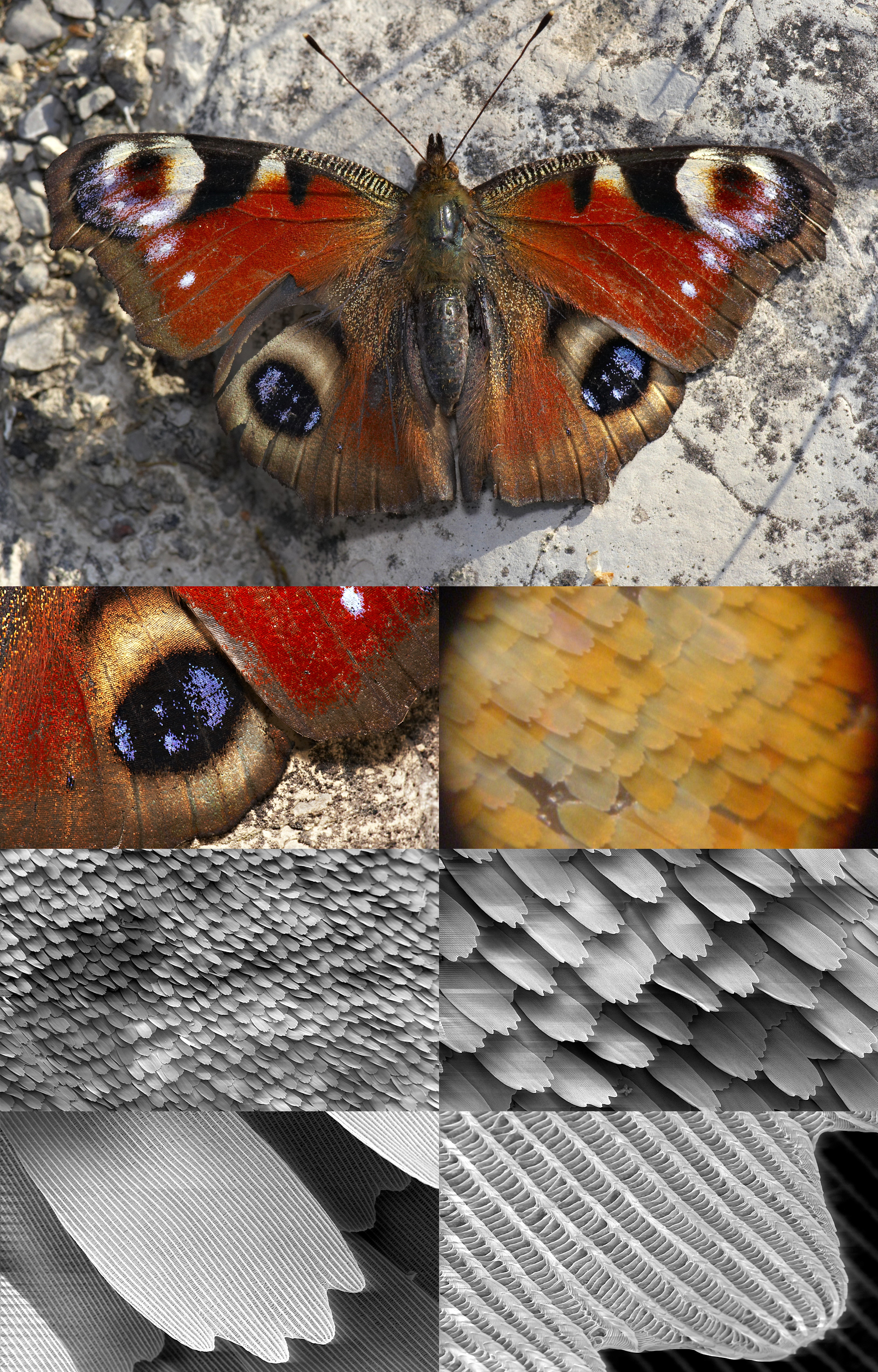
Vingfjäll på en fjäril, i olika förstoring.